# Euantennaria
Euantennaria är ett släkte av svampar. Enligt Catalogue of Life ingår Euantennaria i familjen Euantennariaceae, ordningen Capnodiales, klassen Dothideomycetes, divisionen sporsäcksvampar och riket svampar, men enligt Dyntaxa är tillhörigheten istället familjen Euantennariaceae, klassen Dothideomycetes, divisionen sporsäcksvampar och riket svampar.
|              | Antennatula |
|              | |
| Euantennaria | \| \| Euantennaria tropicicola \| \| \| \| \| \| Euantennaria caulicola \| \| \| \| \| \| Euantennaria mucronata \| \| \| \| \| \| Euantennaria novae-zelandiae \| \| \| \| \| \| Euantennaria pacifica \| \| \| \| \| \| Euantennaria rhododendri \| \| \| \| |
|              | \| \| Euantennaria tropicicola \| \| \| \| \| \| Euantennaria caulicola \| \| \| \| \| \| Euantennaria mucronata \| \| \| \| \| \| Euantennaria novae-zelandiae \| \| \| \| \| \| Euantennaria pacifica \| \| \| \| \| \| Euantennaria rhododendri \| \| \| \| |
|              | Capnokyma |
|              | |
|              | Strigopodia |
|              | |
|              | Hormisciomyces |
|              | |
|              | Hormisciella |
|              | |
|              | Trichothallus |
|              | |
|              | Rasutoria |
|              | |
|              | Trichopeltheca |
|              | |
|              | Plokamidomyces |
|              | |
|              | Euantennaria tropicicola |
|              | |
|              | Euantennaria caulicola |
|              | |
|              | Euantennaria mucronata |
|              | |
|              | Euantennaria novae-zelandiae |
|              | |
|              | Euantennaria pacifica |
|              | |
|              | Euantennaria rhododendri |
|              | |

|  | Euantennaria tropicicola     |
|  |                              |
|  | Euantennaria caulicola       |
|  |                              |
|  | Euantennaria mucronata       |
|  |                              |
|  | Euantennaria novae-zelandiae |
|  |                              |
|  | Euantennaria pacifica        |
|  |                              |
|  | Euantennaria rhododendri     |
|  |                              |